# バクー・スプサパイプライン
バクー・スプサパイプライン（英: Baku–Supsa Pipeline）は、アゼルバイジャンのバクーからジョージアのスプサを結ぶ、全長833キロメートル（518マイル）の原油パイプライン。カスピ海のアゼリ・チラグ・グネシュリ油田（ACG）からの原油を輸送し、BPによって運営されている。

## 歴史
パイプライン建設計画は1994年から始まり、1996年3月8日にアゼルバイジャンのヘイダル・アリエフ大統領とジョージアのエドゥアルド・シェワルナゼ大統領はバクー・スプサパイプラインの建設に合意、アゼルバイジャン国際事業会社、アゼルバイジャン国営石油会社（SOCAR）、ジョージア政府の間で署名が交わされた。同年、建設計画の主契約社がノルウェーのクバーナーに決定し、パイプラインは1998年に完成、1999年4月17日、スプサ石油出荷基地の開所式が行われた。パイプラインと出荷基地建設の総費用は5億5600万米ドルに上った。
パイプライン検査中に異常が判明したため、2006年10月21日にパイプラインによる石油輸送が停止.、大規模な修理と交換箇所にはジョージアのゼスタポニとアゼルバイジャンのクラ川の交差路付近のパイプライン部分の交換と経路変更が含まれていたほか、ソビエト連邦時代のセクションの欠陥修復作業もあり、修復工事費用は総額5300万米ドルであった。石油輸送は2008年6月から再開された。
2008年8月6日に大規模な爆発と火災によってバクー・トビリシ・ジェイハンパイプラインが閉鎖され、バクー・スプサパイプラインはアゼルバイジャンの石油輸送の経路変更に使用された。8月12日、南オセチア紛争のため、BPは保安上の理由からパイプラインを一時的に閉鎖した。2012年夏、パイプラインは保守点検のために1か月停止した。
2015年7月、南オセチア共和国・アラニヤ国の事実上の国境を定めるロシア連邦軍は、オルチョサニ（Orchosani）付近に国境標識を設置したことにより、パイプラインの一部を占拠した。 アナリストは、これはジョージアの北大西洋条約機構（NATO）加盟に向けた動きをけん制するロシア側の反応であったと示唆している。

## 技術的な特徴
バクー・スプサパイプラインは、ソビエト連邦時代に建設されたパイプラインを改装したものになっており、ジョージア西部にポンプステーション6か所と2つの減圧ステーション2か所が設置されている。スプサ石油出荷基地に設置された貯蔵タンク4基の総容量は16万立方メートル。